# Tihon
Tihon (Τυχων, Tykhôn) ime je dvojice bogova iz grčke mitologije. Jedan je bio božanstvo plodnosti povezan s Falusom, Prijapom i njegovom majkom Afroditom. Tihon i njegovi suputnici Orthanês i Konisalos bili su povezani s Dionizom i hermama (prikazi Hermesa kao falusnog boga). Premda to nigdje nije spomenuto, Tihonov je otac najvjerojatnije bio Dioniz ili Hermes.
Drugog Tihona, boga sreće ili dobre prilike, spominje geograf Strabon, koji je zapisao da Prijap nalikuje Tihonu. Tihon je štovan u Ateni.
Prikaz Tihona nalazi se u muzeju u Hatayu (Hatay Arkeoloji Müzesi).